# Aunay-sur-Odon
Aunay-sur-Odon település Franciaországban, Calvados megyében. Lakosainak száma 3209 fő (2018. január 1.). Aunay-sur-Odon Bauquay, Bonnemaison, Courvaudon, Longvillers, Le Mesnil-au-Grain, Ondefontaine, Roucamps, Saint-Agnan-le-Malherbe, Saint-Georges-d’Aunay és Seulline községekkel határos.

## Népesség
A település népességének változása:
| Lakosok száma | 3117 | 2905 | 3035 | 2902 | 2939 | 3158 | 3275 | 4769 | 3232 | 3209 |
|               | 1968 | 1975 | 1982 | 1999 | 2006 | 2011 | 2013 | 2016 | 2017 | 2018 |